# Leptacis maldarensis
Leptacis maldarensis är en stekelart som beskrevs av Durgadas Mukerjee 1981. Leptacis maldarensis ingår i släktet Leptacis och familjen gallmyggesteklar. Inga underarter finns listade i Catalogue of Life.